# دوري آي سي إي لهوكي الجليد
دوري آي سي إي لهوكي الجليد هو دوري هوكي الجليد في وسط أوروبا يتكون من 14 فريق.